# Johann Georg Hildt
Johann Georg Hildt (* 17. März 1785 in Oppelsbohm; † 23. November 1863 in Weinsberg) war ein deutscher Werkmeister und Architekt. Aus ärmlichen Verhältnissen arbeitete er sich zum wohlhabenden und angesehenen Bürger Weinsbergs empor. Für seinen Freund, den Weinsberger Oberamtsarzt und Dichter Justinus Kerner, errichtete er 1822 das jetzt unter Denkmalschutz stehende und als Museum dienende Kernerhaus. Bei der Restaurierung der Burgruine Weibertreu im Jahr 1824 unterstützte er Kerner.

## Leben
Hildt wurde in Oppelsbohm als Sohn des Maurermeisters Johann David Hildt und seiner Frau Eva, geb. Österle, geboren und erlebte eine harte Jugend. Als Maurergeselle kam er erstmals nach Weinsberg. Um der Einberufung zum württembergischen Militärdienst zu entgehen, ging er nach Norddeutschland und hielt sich längere Zeit in Hamburg auf, wo ein Onkel lebte.
1806 unternahm er eine Reise in die Schweiz. Auf dem Rückweg nach Hamburg geriet er zwischen die Fronten der Napoleonischen Kriege und wurde vom preußischen Militär bei Hof als mutmaßlicher französischer Spion verhaftet, konnte aber wenige Tage vor der Schlacht bei Jena seine Freilassung erreichen.
Aus Heimweh kehrte er zurück nach Württemberg, wurde als Deserteur zu sieben Jahren Haft verurteilt und kam zunächst auf die Festung Hohenasperg. Bei seiner anschließenden Verwendung zu Straßenbauarbeiten erregte er bei Schloss Monrepos die Aufmerksamkeit König Friedrichs, der sich über die Unfähigkeit eines Baumeisters ärgerte, einen Bauplan wie gewünscht anzufertigen. Hildts Behauptung, dies zustande bringen zu können, nahm Friedrich beim Wort. Nachdem Hildt innerhalb eines Tages den gewünschten Plan erstellt hatte, wurde er in der Kanzlei zu Schreibereigeschäften verwendet und konnte sich in der Freizeit in seinem Beruf als Werkmeister ausbilden.
Hildt wurde offenbar vorzeitig entlassen, denn bereits am 15. August 1811 nahm ihn die Stadt Weinsberg mit 1200 fl. Vermögen als Bürger an. 1816 heiratete er die aus Weinsberg stammende Christiane Philippine geb. Obermann (1790–1864), mit der er zehn Kinder hatte. Als Baumeister genoss Hildt hohes Ansehen. Er war am Bau mehrerer staatlicher Projekte wie der Saline Friedrichshall in Jagstfeld, dem Ludwig-Donau-Main-Kanal, mehreren Eisenbahnen in Rumänien sowie von Brücken und Kanälen in Deutschland beteiligt.
Mit dem 1819 nach Weinsberg gekommenen neuen Oberamtsarzt und Dichter Justinus Kerner war Hildt gut befreundet. 1822 errichtete er Kerners Wohnhaus, das später von Kerners Sohn Theobald erweiterte Kernerhaus, ein Kulturdenkmal, das seit Theobalds Tod 1907 als Museum dient. In seinen 1894 erschienenen Erinnerungen an sein Vaterhaus, Das Kernerhaus und seine Gäste, setzte Theobald Kerner dem Werkmeister Hildt ein literarisches Denkmal.
Hildts Frau Philippine war Gründungsmitglied des am 8. Dezember 1823 unter Vorsitz Justinus Kerners gegründeten Frauenvereins, der sich dem Schutz und der Erhaltung der Burgruine Weibertreu widmete. Bei der Restaurierung der Ruine im Jahr 1824 unterstützte er Kerner, ließ die verschütteten Türme ausräumen und durch Treppen zugänglich machen. In Weinsberg errichtete er außer dem Kernerhaus mehrere massive Steingebäude, darunter das renommierte (1970 abgebrochene) Gasthaus Zur Traube. Er war Stadtrat und zusammen mit dem Stadtbaumeister Wilhelm Ganzenmüller Inhaber des Weinsberger Steinbruchs. 1863 starb er als wohlhabender und von seinen Mitbürgern hochgeachteter Bürger.
Hildts Nachkommen, darunter sein Sohn Christian (1814–1909) und sein Enkel Erwin (1851–1917), waren ebenfalls geachtete Bürger ihrer Heimatstadt. Sowohl Christian als auch Erwin wurden zu Ehrenbürgern der Stadt Weinsberg ernannt. Beide kümmerten sich auch um den Nachlass Justinus und Theobald Kerners. Christian Hildt verdankt die Stadt die Hildtsche Villa auf dem Gelände der Weinbauschule, Erwin Hildt die 1914 eingeweihte Hildthalle, die bis heute als Festhalle dient. An die Familie Hildt erinnert das Hildtsche Grabmal auf dem Weinsberger Friedhof.